# McMahon Stadium
Het McMahon Stadium is een multifunctioneel stadion in Calgary, een stad in Canada. De Universiteit van Calgary is eigenaar van het stadion. In het stadion is plaats voor 35.650 toeschouwers. 
Het stadion werd gebouwd in ongeveer 100 dagen. De bouw kostte 1,05 miljoen dollar. Het design van het stadion komt van het bedrijf Rule Wynn and Rule. Het werd geopend in 1960 en gerenoveerd in 1969, 1973, 1975, 1988, 2001, 2005. Gedurende de jaren is het mogelijke toeschouwersaantal steeds veranderd. Zo kwamen er in de jaren 70 7.000 plekken bij. Bij de opening lag er een grasveld. Dat natuurgras lag er tot 1974. Daarna kwam er een kunstgrasveld, eerst van AstroTurf, tussen 1975 en 2005 en daarna FieldTurf (vanaf 2006).
Het stadion wordt voor verschillende sporten gebruikt. Zo maken de Canadian footballclubs Calgary Stampeders en Calgary Colts gebruik van het stadion. De atletiekclub Calgary Dinos en de voetbalclub Calgary Boomers maken er ook gebruik van. De eerste wedstrijd vond plaats op 15 augustus 1960 tussen The Stampeders en de Winnipeg Blue Bombers. De Canadian footballwedstrijd werd gewonnen door de The Stampeders met 38 tegen 23.
In 1988 was in dit stadion de openingsceremonie van de Olympische Winterspelen.

## Afbeeldingen

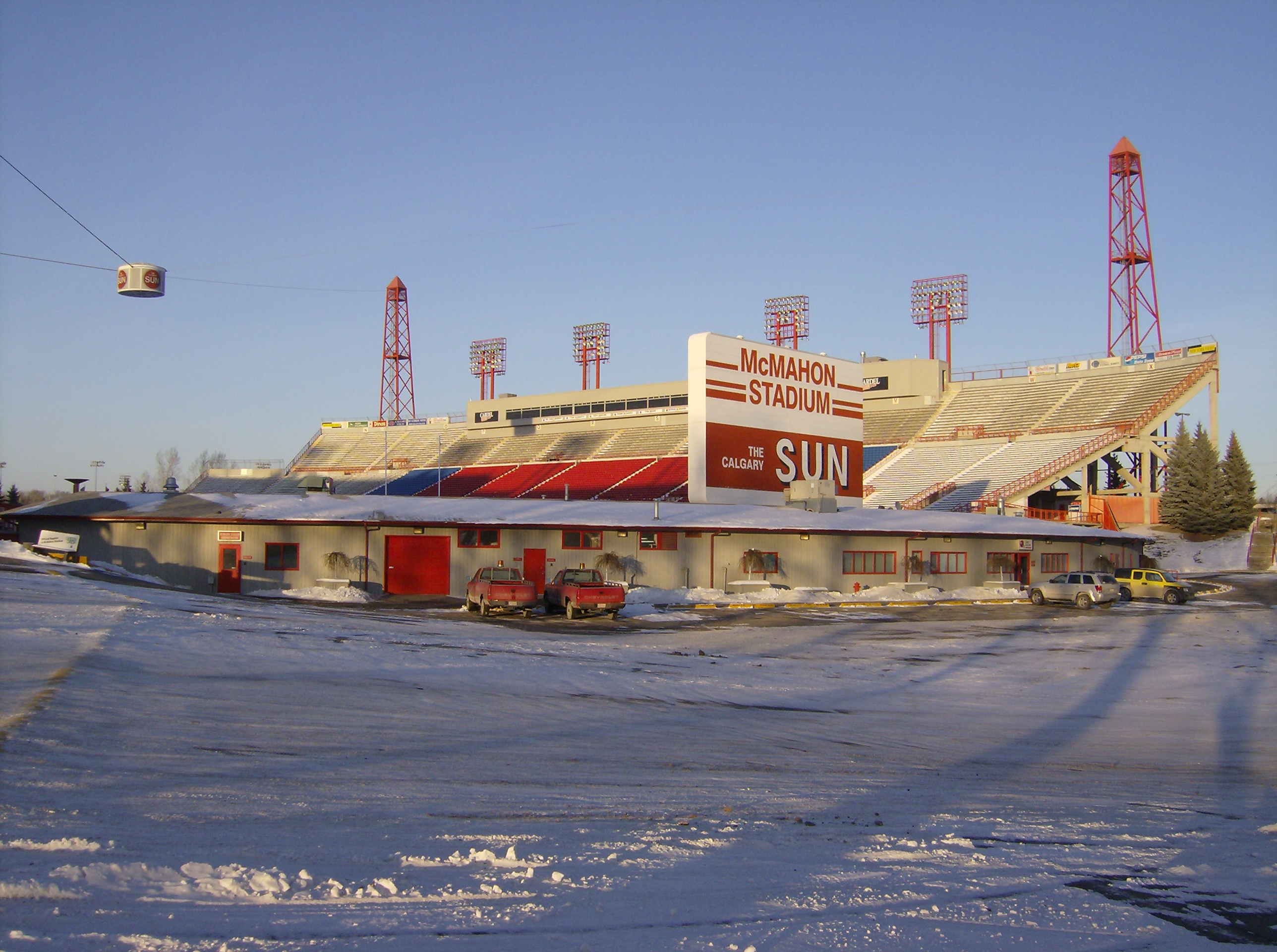
Foto van het stadion in december 2006. Op de foto is op de voorgrond het logo van het stadion te zien en op de achtergrond een deel van de tribune.
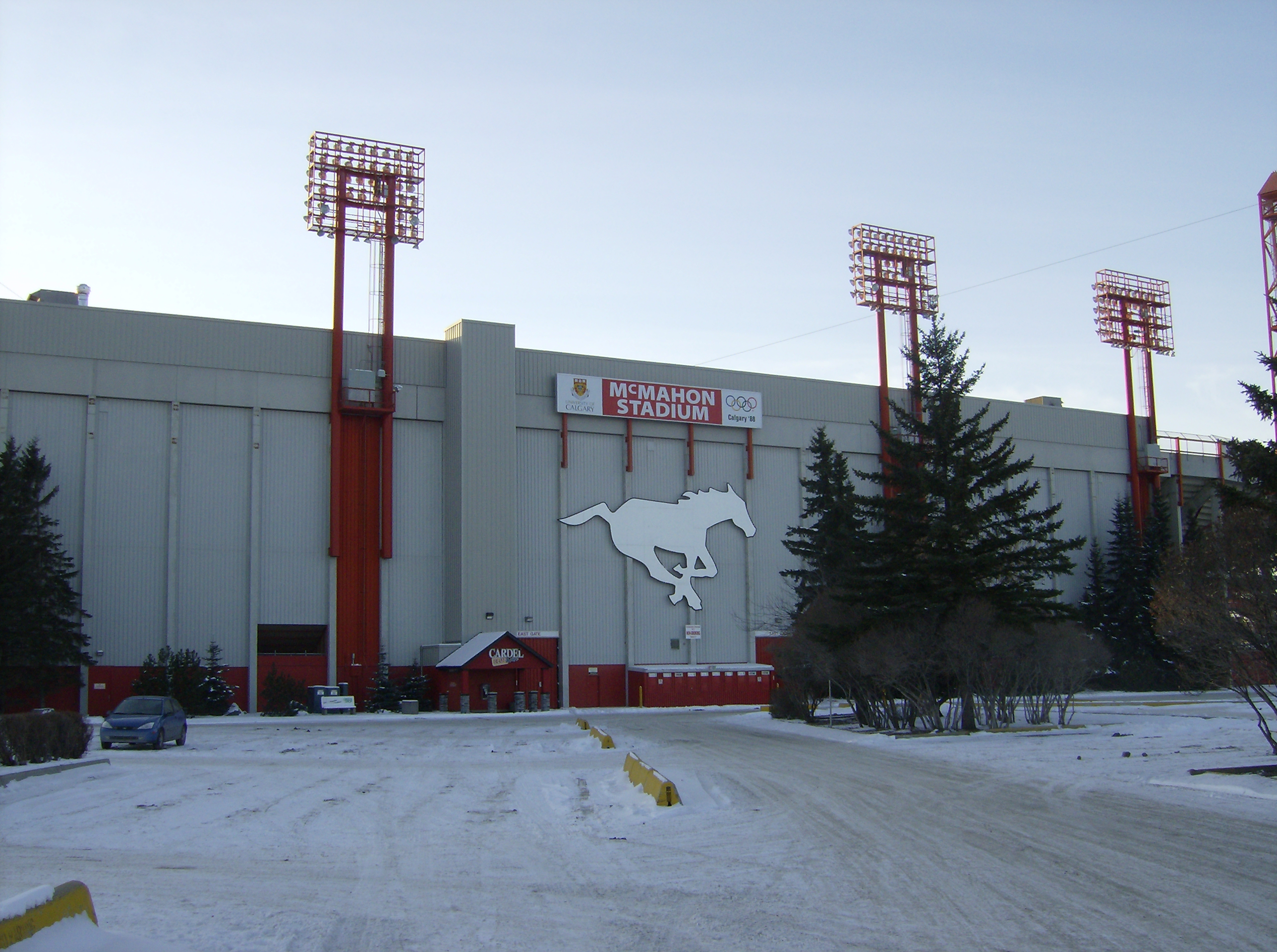
Foto van het stadion in december 2006. Op de foto is de buitenkant van het stadion zichtbaar. Met in het rood de verlichting.
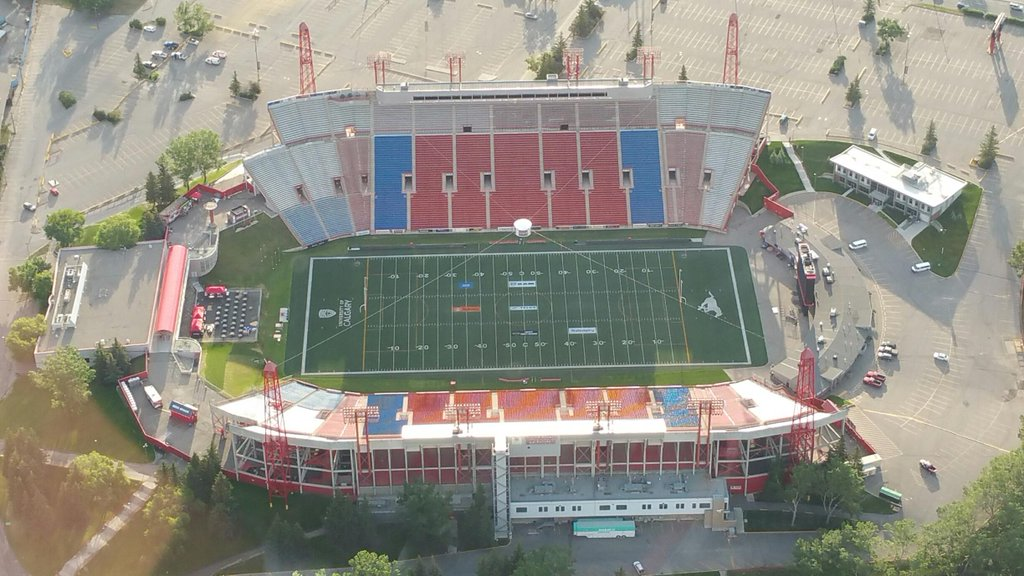
Foto van het stadion in januari 2017. Foto van het stadion van bovenaf.